# Petromyzontidae
Die Petromyzontidae sind eine auf der nördlichen Erdhalbkugel vorkommende Familie der Neunaugen (Petromyzontiformes).

## Merkmale
Wie alle Neunaugen sind die Arten der Familie Petromyzontidae aalartig langgestreckte kieferlose Wirbeltiere mit einem knorpeligen Skelett und Notochord. Schuppen und paarige Flossen sind nicht vorhanden. Die adulten Exemplare verfügen über gut entwickelte Augen. Die Kiemen werden nicht von Kiemenbögen gestützt. Das runde Saugmaul und die Zunge sind mit konischen Zähnchen besetzt. Die Arten der Familie Petromyzontidae haben die höchste Chromosomenzahl (164 bis 174) unter allen Wirbeltieren.
Im Unterschied zu den auf der südlichen Erdhalbkugel vorkommenden Neunaugen (Gattung Geotria (Familie Geotriidae) und Gattung Mordacia (Familie Mordaciidae)) sind bei den Petromyzontidae die Rückenflossen bei ausgewachsenen Exemplaren zusammengewachsen. Ihre Kloake liegt unterhalb der vorderen Hälfte der zweiten Rückenflosse bzw., bei ausgewachsenen Exemplaren, unterhalb der vorderen Hälfte des zweiten Lobus der zusammengewachsenen Rückenflosse. Die Arten der Petromyzontidae haben auf jeder Seite der Mundöffnung im Saugmaul drei oder vier Zähne, bei Geotria und Mordacia sind es fünf oder mehr. Ein Kehlsack, wie bei Geotria, fehlt.

## Lebensweise
Mehr als die Hälfte der Arten der Petromyzontidae leben ausschließlich in Süßgewässern und fressen als ausgewachsene Tiere nicht mehr und leben dann weniger als ein Jahr oder maximal ein Jahr lang. Die maximal 10 cm lang werdenden Larven (Querder) sind Filtrierer. Die übrigen Arten ernähren sich als ausgewachsene Tiere vom Blut von Fischen und von Haut und Muskelgewebe, die sie aus den mit ihrem Saugmaul zugefügten Wunden herausraspeln. Diese parasitischen Arten sind oft anadrom, ihre Querder leben im Meer und ernähren sich als Filtrierer. Zur Fortpflanzung wandern sie in Süßgewässer. Es gibt jedoch auch ausschließlich in Süßgewässern lebende parasitische Arten.

## Innere Systematik
- Unterfamilie Lampetrinae
  - Gattung Caspiomyzon
    - Kaspineunauge (Caspiomyzon wagneri (Kessler, 1870))

  - Gattung Eudontomyzon
    - Donauneunauge (Eudontomyzon danfordi Regan, 1911)
    - Eudontomyzon graecus Renaud & Economidis, 2010
    - Griechisches Bachneunauge (Eudontomyzon hellenicus Vladykov, Renaud, Kott & Economidis, 1982)
    - Ukrainisches Bachneunauge (Eudontomyzon mariae (Berg, 1931))
    - Eudontomyzon morii (Berg, 1931)
    - Drin-Bachneunauge (Eudontomyzon stankokaramani Karaman, 1974)
    - Donaubachneunauge (Eudontomyzon vladykovi Oliva & Zanandrea, 1959)

  - Gattung Entosphenus Gill, 1862
    - Entosphenus folletti Vladykov & Kott, 1976
    - Entosphenus lethophagus (Hubbs, 1971)
    - Entosphenus macrostomus (Beamish, 1982)
    - Entosphenus minimus (Bond & Kan, 1973)
    - Entosphenus similis Vladykov & Kott, 1979
    - Entosphenus tridentatus (Richardson, 1836)

  - Gattung Lampetra
    - Lampetra aepyptera (Abbott, 1860)
    - Lampetra alavariensis Mateus, Alves, Quintella & Almeida, 2013[3]
    - Lampetra auremensis Mateus, Alves, Quintella & Almeida, 2013[3]
    - Flussneunauge (Lampetra fluviatilis (Linnaeus, 1758))
    - Lampetra lamottenii (Lesueur, 1827)
    - Lampetra lanceolata Kux & Steiner, 1972
    - Lampetra lusitanica Mateus, Alves, Quintella & Almeida, 2013[3]
    - Bachneunauge (Lampetra planeri (Bloch, 1784))
    - Lampetra soljani Tutman et al., 2017

  - Gattung Lethenteron
    - Lethenteron alaskensis Vladykov & Kott, 1978
    - Lethenteron appendix (DeKay, 1842)
    - Arktisches Neunauge (Lethenteron camtschaticum (Tilesius, 1811)) Lethenteron camtschaticum
    - Lethenteron kessleri (Anikin, 1905)
    - Lethenteron matsubarai Vladykov & Kott, 1978
    - Lethenteron ninae Naseka, Tuniyev & Renaud, 2009
    - Lethenteron reissneri (Dybowski, 1869)

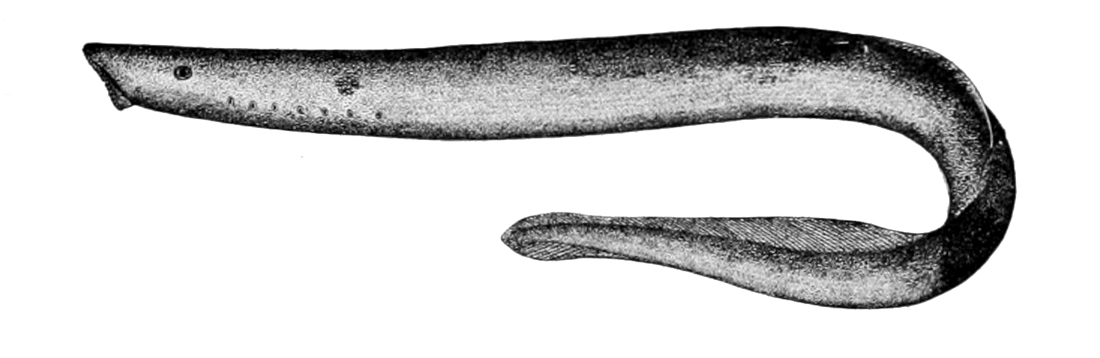
Lethenteron camtschaticum

    - Oberitalienisches Neunauge (Lethenteron zanandreai (Vladykov, 1955))

  - Gattung Occidentis Carim et al., 2024[4]
    - Occidentis ayresii (Günther, 1870)
    - Occidentis hubbsi (Vladykov & Kott, 1976)
    - Occidentis pacifica (Vladykov, 1973)

  - Gattung Tetrapleurodon
    - Tetrapleurodon geminis Alvarez, 1964
    - Mexikanisches Neunauge (Tetrapleurodon spadiceus (Bean, 1887))
- Unterfamilie Petromyzontinae
  - Gattung IchthyomyzonPetromyzon marinus
    - Ichthyomyzon bdellium (Jordan, 1885)
    - Ichthyomyzon castaneus Girard, 1858
    - Ichthyomyzon fossor Reighard & Cummins, 1916
    - Ichthyomyzon gagei Hubbs & Trautman, 1937
    - Ichthyomyzon greeleyi Hubbs & Trautman, 1937
    - Ichthyomyzon unicuspis Hubbs & Trautman, 1937

  - Gattung Petromyzon

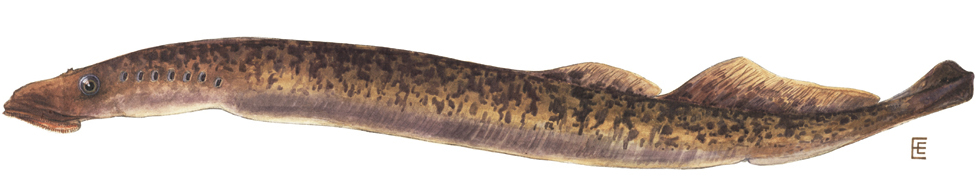
Petromyzon marinus

    - Meerneunauge (Petromyzon marinus Linnaeus, 1758)

## Belege
1. 1 2  
Family Petromyzontidae – Northern lampreys auf Fishbase.org (englisch)
2. ↑  
Joseph S. Nelson, Terry C. Grande, Mark V. H. Wilson: Fishes of the World. Wiley, Hoboken, New Jersey, 2016, ISBN 978-1118342336, Seite 24.
3. 1 2 3  
Catarina S. Mateus, M. Judite Alves, Bernardo R. Quintella, Pedro R. Almeida: Three new cryptic species of the lamprey genus Lampetra Bonnaterre, 1788 (Petromyzontiformes: Petromyzontidae) from the Iberian Peninsula (Memento des Originals vom 20. Juni 2013 im Internet Archive)  Info: Der Archivlink wurde automatisch eingesetzt und noch nicht geprüft. Bitte prüfe Original- und Archivlink gemäß Anleitung und entferne dann diesen Hinweis.. In: Contributions to Zoology. 82 (1), 2013, S. 37–53.
4. ↑  
Carim, K.J., Auringer, G., Docker, M.F., Renaud, C.B., Clemens, B.J., Blanchard, M.R., Parker, C. & Young, M.K. 2024. Species diversity in the new lamprey genus Occidentis, formerly classified as western North American ‘Lampetra’.  PLoS ONE, 19 (12): e0313911: 1-21.